# Lufingen
Lufingen (toponimo tedesco) è un comune svizzero di 2 210 abitanti del Canton Zurigo, nel distretto di Bülach.

## Monumenti e luoghi d'interesse

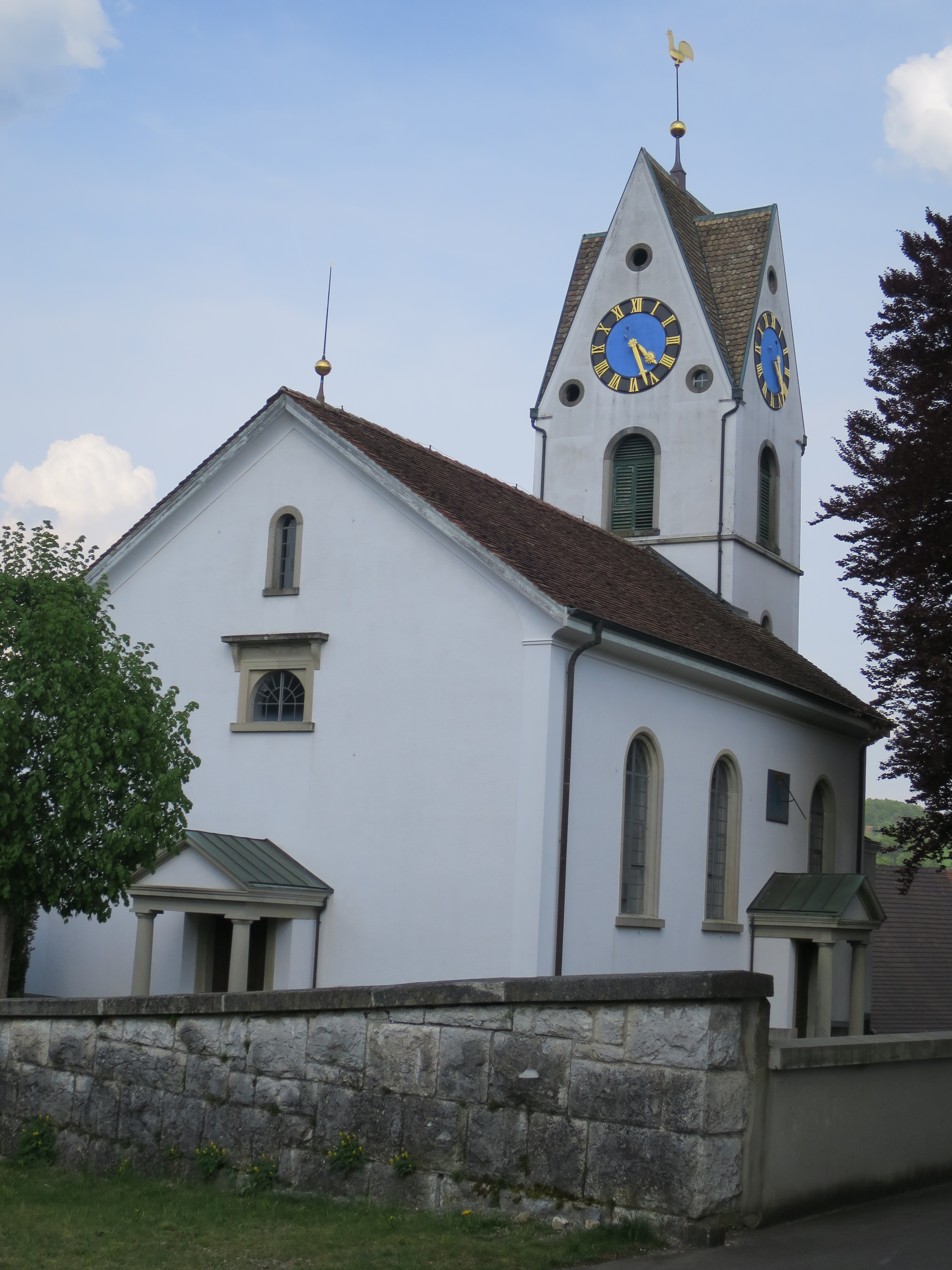
La chiesa di Santa Margherita

- Chiesa riformata di Santa Margherita, attestata dal 1157 e ricostruita nel 1842[1].

## Società

### Evoluzione demografica
L'evoluzione demografica è riportata nella seguente tabella (fino al 1850 senza Augwil):
Abitanti censiti

## Amministrazione
Ogni famiglia originaria del luogo fa parte del cosiddetto comune patriziale e ha la responsabilità della manutenzione di ogni bene ricadente all'interno dei confini del comune.